# Eubelum stipulatum
Eubelum stipulatum là một loài chân đều trong họ Eubelidae. Loài này được Budde-Lund miêu tả khoa học năm 1899.